# Finale (livre)
Finale est un roman pour jeunes adultes fantastique de Becca Fitzpatrick. 
Quatrième et dernier tome de La Saga des anges déchus, il est la suite des romans Hush, Hush, Crescendo et Silence. 
Il a été publié le 23 octobre 2012 aux États-Unis puis le 7 novembre 2012 en France.

## Présentation
Dans la ville brumeuse de Portland, Nora tente de mener une vie ordinaire depuis la mort violente de son père. Lors d'un cours de biologie, elle fait la connaissance de Patch. Il est séduisant, mystérieux, toutes les filles en sont folles, mais Nora est perplexe. Comment Patch peut-il en savoir autant sur son compte ? Pourquoi est-il toujours sur sa route quand elle cherche à l'éviter ? Sans le savoir, Nora se retrouve au beau milieu d'un combat séculaire agitant des êtres dont elle ne soupçonnait même pas l'existence. Et en tombant amoureuse de Patch, elle va découvrir que la passion peut être fatale.

### Résumé
En tombant amoureuse de Patch, un ange déchu, Nora a dit adieu à une vie ordinaire. Pourtant, elle ne s'attendait pas à se retrouver à la tête d'une armée de néphilims, les ennemis jurés de celui qu'elle aime. Alors que leur histoire d'amour est plus dangereuse que jamais, Nora se retrouve face à un choix impossible : prendre le commandement des néphilims et déclarer la guerre à Patch ou refuser le combat et condamner à mort sa famille et ses amis.

## Réception
La réception de Finale a été plutôt favorable mais tout aussi mitigée. Il a obtenu une moyenne de 4,25⁄5 sur Goodreads (site de suggestions de livres).